# Епархия Панкалпинанга
Епархия Панкалпинанга (лат. Dioecesis Pangkalpinangensis) — епархия Римско-Католической церкви с центром в городе Панкалпинанг, Индонезия. Епархия Панкалпинанга входит в митрополию Палембанга. Кафедральным собором епархии Панкалпинанга является церковь Пресвятой Девы Марии.

## История
27 декабря 1923 года Римский папа Пий XI издал бреве Cum propagationi, которой учредил апостольскую префектуру Банкга и Билитона, выделив её из апостольской префектуры Суматры (сегодня — Архиепархия Медана).
8 февраля 1951 года Римский папа Пий XII издал буллу Si enascens, которой преобразовал апостольскую префектуру Бангка и Билитона в апостольский викариата Панкалпинанга.
3 января 1961 года Римский папа Иоанн XXIII издал буллу Quod Christus, которой преобразовал апостольский викариат Панкалпинанга в епархию. В этот же день епархия Паналпинанга вошла в митрополию Медана.
1 июля 2003 года епархия Паналпинанга вошла в митрополию Палембанга.

## Ординарии епархии
- епископ Teodosio Herckenrath SSCC[1](18.01.1924 — 1928);
- епископ Vito Bouma SSCC (29.05.1928 — 1945);
- епископ Nicolas Pierre van der Westen SSCC (8.02.1951 — 11.11.1978);
- епископ Hilarius Moa Nurak SVD (30.03.1987 — по настоящее время).

## Источник
- Annuario Pontificio, Libreria Editrice Vaticana, Città del Vaticano, 2003, ISBN 88-209-7422-3
- Бреве Cum propagationi, AAS 16 (1924), стр. 83  (лат.)
- Булла Si enascens, AAS 43 (1951), стр. 358  (лат.)
- Булла Quod Christus, AAS 53 (1961), p. 244  (лат.)